# Parallax occlusion mapping

Реализация алгоритма Parallax occlusion mapping в бенчмарке 3DMark Vantage 2008 года. Данное изображение построено при помощи двух полигонов (треугольников), расположенных на одной плоскости. Все детали — горы, террасы, низины, водоёмы, искусственные сооружения, источники света и тени — реализованы при помощи POM в пиксельном шейдере.

Parallax occlusion mapping (сокращённо POM) — программная техника (методика) в трёхмерной компьютерной графике, усовершенствованный вариант техники «parallax mapping». Parallax occlusion mapping используется для процедурного создания трёхмерного описания текстурированной поверхности с использованием карт смещения (en:Displacement mapping) вместо непосредственного генерирования новой геометрии. Методику «Parallax occlusion mapping» условно можно назвать «2.5D», так как она позволяет добавлять трёхмерную сложность в текстуры, не создавая реальные трёхмерные графические структуры. В отличие от более простых методик рельефного текстурирования вроде bump mapping, normal mapping или parallax mapping, данная техника позволяет корректное определение перспективы и самозатенение в реальном времени, не требуя исполнения проходов рендеринга графического процессора для создания такого же эффекта с геометрическими вычислениями.

## История создания и использование
Первая работа, посвященная данной методике, появилась в 2004 году на «ShaderX3», её авторами были Зоя Броули (англ. Zoe Brawley) и Наталия Татарчук (англ. Natalya Tatarchuk). Наталия Татарчук провела презентацию технологии на мероприятии SIGGRAPH 2005, которое проводилось в Лос-Анджелесе в конце лета 2005 года. Далее техника «Parallax occlusion mapping» использовалась компанией ATI в демонстрации «Toy Shop Demo» для презентации возможностей третьей версии шейдерной модели в новейшей на то время видеокарте Radeon X1800.
Первым игровым движком, в котором использовался Parallax occlusion mapping, стал CryEngine 2 от немецкого разработчика Crytek, который впервые использовался в компьютерной ПК-игре Crysis 2007 года выпуска. Также эта технология очень интенсивно используется в популярном графическом бенчмарке 3DMark Vantage от компании Futuremark.
Методика «Parallax occlusion mapping» может использоваться в интерактивной компьютерной графике реального времени (графические движки для компьютерных игр и другие интерактивные приложения), для офлайн-рендеринга (редакторы трёхмерной графики) и для генерации отдельных стереоскопических изображений.

## Описание
Parallax Occlusion Mapping является усовершенствованной и в то же время одной из наиболее вычислительно сложных разновидностей Parallax Mapping. «Parallax Occlusion Mapping» полностью обрабатывается и исполняется на графическом процессоре (англ. GPU) видеокарты как пиксельный шейдер. Фактически представляет собой форму локального рейтрейсинга (трассировка лучей) в пиксельном шейдере. Трассировка лучей используется для определения высот и учёта видимости текселей. Иными словами, данный метод может позволить создавать еще большую глубину рельефа при небольших затратах полигонов и применении сложной геометрии. Недостаток метода — невысокая детализация силуэтов и граней. Реализовать Parallax Occlusion Mapping возможно в рамках функционала API DirectX 9 SM3 как пиксельный шейдер, однако для получения оптимальной производительности видеокарта должна обеспечивать надлежащий уровень скорости исполнения операций ветвления в пиксельном шейдере.